# Cuchillo de Albacete

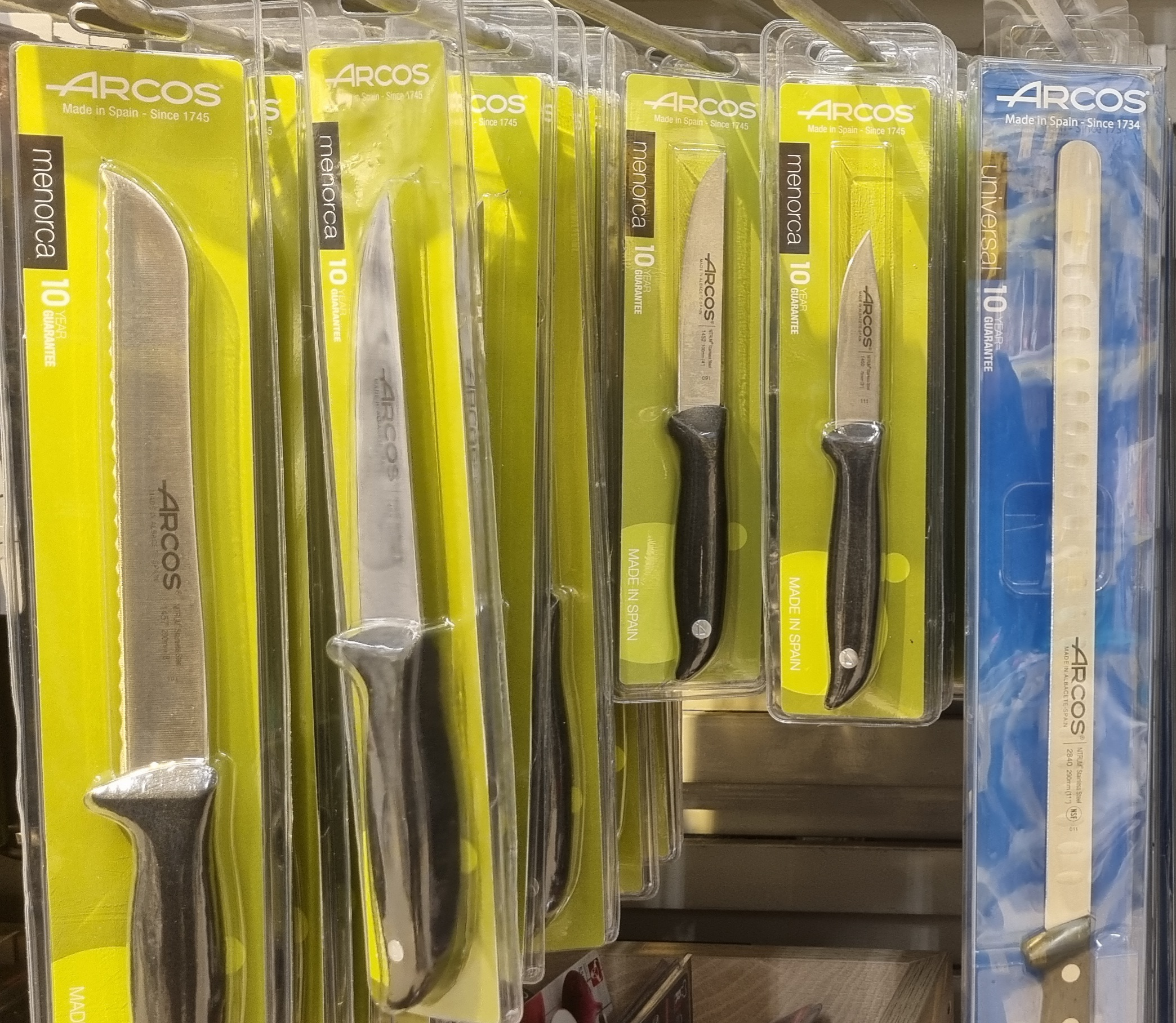
Cuchillos de Albacete Arcos en un establecimiento comercial

El cuchillo de Albacete es un tipo de cuchillo con diversas funciones característico de la ciudad española de Albacete. Es uno de los principales representantes de la cuchillería de Albacete. Utilizados por los mejores chefs, están presentes en hoteles y restaurantes de medio mundo.

## Historia
Los cuchillos de Albacete fueron heredados de los musulmanes que vivían en la región en el siglo XV. En 1734 nació Arcos, una de las fábricas de cuchillos más antiguas del mundo y de las más importantes de Albacete que fabrica más de 1000 modelos diferentes de cuchillos y 14 millones de cuchillos al año de tradición internacional.

## Características
Los cuchillos de Albacete carecen de arrial o tienen uno mínimamente diferenciado, generalmente algo más pronunciado hacia el filo. Predominan los que tienen la hoja prolongada por una espiga para embutir en la empuñadura o para envolverla con ella, aunque hay algunos tipos en los que la hoja y el alma de la empuñadura constituyen una sola pieza. 
Por lo general la espiga como el alma de la empuñadura prolongan la línea del recazo, el borde no cortante, lo que da lugar a una forma asimétrica de la hoja. El tamaño es muy variable.
La versatilidad es la principal característica que define a los cuchillos de Albacete. Los múltiples usos que tienen y las numerosas formas que pueden adoptar hacen que su variedad sea muy amplia en cualquier etapa histórica.

## Clases

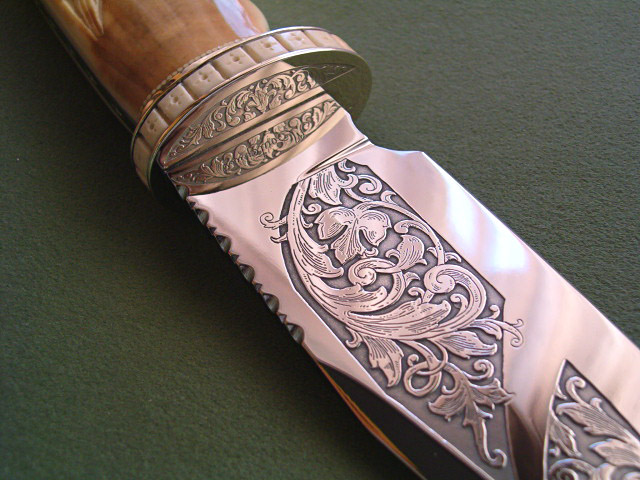
Cuchillo artístico de Albacete

### Cuchillos sin función especializada
Con frecuencia son denominados como «de cocina», pero realmente tienen multitud de usos. Su longitud varía y, como en los puñales, suele oscilar entre 25 y 30 cm, aunque pueden medir menos. Es frecuente que tengan funda, bien igual que la de los puñales o bien completamente metálica. Las hojas tienen eje recto, formas triangulares acabadas en punta y sección en triángulo isósceles. Un ángulo de la base suele prolongarse en la espiga, y el otro ser redondeado, marcando la forma de la bigotera. Pueden llevar muescas, tanto longitudinales como verticales. Hay un grupo de cuchillos de Albacete que se caracterizan por sus hojas taladradas o caladas, por sus punteados punzonados y por tener la bigotera forrada de latón o cobre.
Los mangos han ido diversificando su tipología desde la segunda mitad del siglo XIX. Así se encuentran empuñaduras con dos virolas de latón en los extremos y la pieza abarilada, más o menos convexa, en el centro, hecha de hueso, asta, madera o, menos frecuente, marfil. Mangos formados por arranque de la espiga moldurado y dos largas virolas de latón, decoradas a buril y punzón y conectadas de forma que le proporcionaban a la empuñadura un aspecto bitroncocónico. Empuñaduras formadas básicamente por una pieza alargada, que puede tener forma ligeramente troncopiramidal o troncocónica, lisa o estriada, rematada por pieza moldurada metálica, pedunculada o no. Mangos muy elaborados formados por una sucesión de esferas de latón, huecas y caladas, con diámetros en ligera disminución de cabeza a hoja.

### Cuchillos de mesa
Como los cuchillos sin función especializada, los de mesa tienen espigas o almas que prolongan la línea del recazo. Se fabricaron en menor medida hasta el siglo XX. Generalmente es un sencillo cuchillo de una pieza con hoja aproximadamente rectangular de punta redondeada.

### Cuchillos de monte

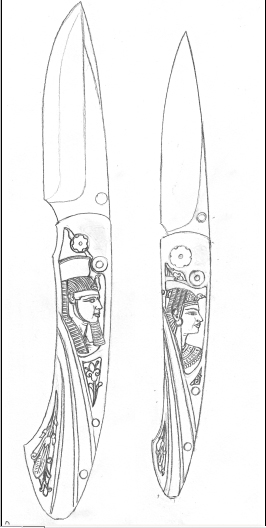
Cuchillos de Albacete de diseño Nefertari

Los cuchillos de monte son piezas de un tipo mixto entre puñal y cuchillos; tienen del puñal la robusta hoja, la espiga centrada con respecto a la hoja, el arrial y la aguda punta; y del cuchillo toman los bordes, uno afilado y el otro formando recazo –a veces puede tener medio filo en su tercio inferior–, y la asimetría de las hojas. 
Son cuchillos muy adecuados para la caza y para el sacrificio y posterior despiece de los animales porque permite pinchar y cortar con eficacia. Aunque son poco frecuentes, hay cuchillos que tienen el eje de la hoja curvo y su empuñadura prolonga la línea del recazo, lo que les da un extraño aspecto dentro de la cuchillería albacetense. En la empuñadura no hay diferencias con respecto a las de los puñales, ya que tiene sus mismas variantes y características.

## En la cultura popular

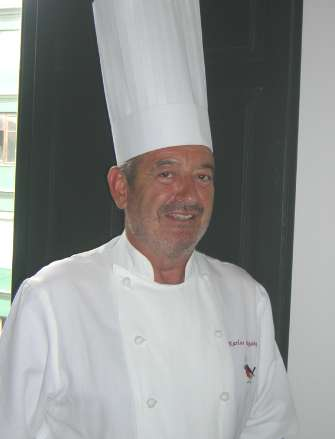
El chef español Karlos Arguiñano utiliza en sus programas de cocina cuchillos de Albacete para elaborar sus platos.

Los cuchillos de Albacete, utilizados por los más prestigiosos chefs, están presentes en hoteles y restaurantes de medio mundo. Así, por ejemplo, el mediático chef Karlos Arguiñano utiliza en sus programas de televisión de cocina cuchillos de Albacete de la marca Arcos. Los cuchillos de Albacete también son utilizados en el programa de televisión gastronómico Masterchef, que busca al mejor cocinero, o en el Basque Culinary Center.

## Reconocimientos
El cuchillo de Albacete, que forma parte de la cuchillería de Albacete como uno de sus mayores exponentes, está declarado Bien de Interés Cultural en la categoría de bien inmaterial en el conjunto de la cuchillería de Albacete.